# Refuerzo antisísmico
El refuerzo antisísmico consiste en aportar modificaciones a las estructuras, fachadas y cornisas existentes de un edificio o estructura para darles mayor resistencia frente a sismos, al movimiento del terreno, a la apertura de una falla o al derrumbe de un terreno. 
Gracias a una mejor comprensión de los efectos de los terremotos sobre varios tipos de estructuras y a las recientes experiencias después de potentes terremotos con epicentros cercanos a los centros urbanos, la necesidad de medidas antisísmicas ha sido reconocida. Antes de la introducción de los códigos antisísmicos modernos en los años 1960 en algunos países desarrollados (EE. UU., Japón, etc.) y en los años 1970 en muchos otros países del mundo (Turquía, China, etc.), muchas estructuras han sido proyectadas sin un adecuado diseño y sin haber sido reforzadas con una protección idónea. Dado que se trata de un problema ineludible, se han desarrollado muchos trabajos de investigación. Además, han sido publicadas a nivel mundial algunas líneas de comportamiento técnico en tecnología punta de la construcción antisísmica, sobre los criterios y métodos para definir el riesgo sísmico, para las técnicas del retrofit y para la rehabilitación de edificios afectados por un sismo, pero todavía «recuperables» —como la directiva ASCE-SEI 41— y las directrices de la New Zealand Society for Earthquake Engineering (NZSEE).
Las técnicas de refuerzo aquí mencionadas pueden ser aplicables también frente a otros peligros naturales como ciclones tropicales, a los tornados, y a los vientos de las categorías más fuertes de tempestades. Mientras la metodología corriente del refuerzo antisísmico tiene como aspecto predominante algunas mejoras estructurales para reducir el peligro que corren varios tipos de estructuras, se pone en evidencia como lo esencial es reducir los peligros y las pérdidas derivadas de la ruptura de elementos no estructurales (a veces meramente decorativos). Hay que recordar que no existe una estructura que sea del todo a prueba de terremotos, aunque la resistencia sísmica se puede aumentar notablemente gracias a determinadas estrategias de proyecto inicial o por modificaciones sucesivas.

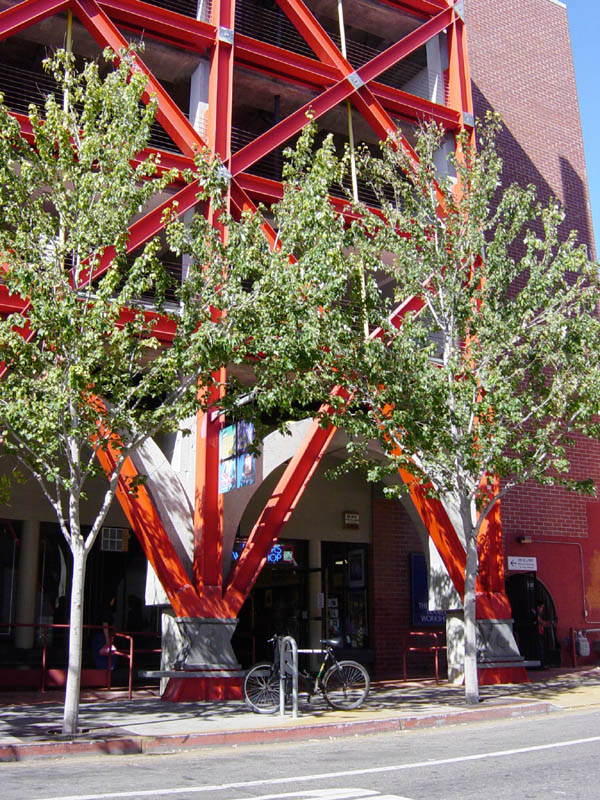
Elementos externos de soporte añadidos a un garaje preexistente, construido en hormigón armado (en la ciudad de Berkeley, California).

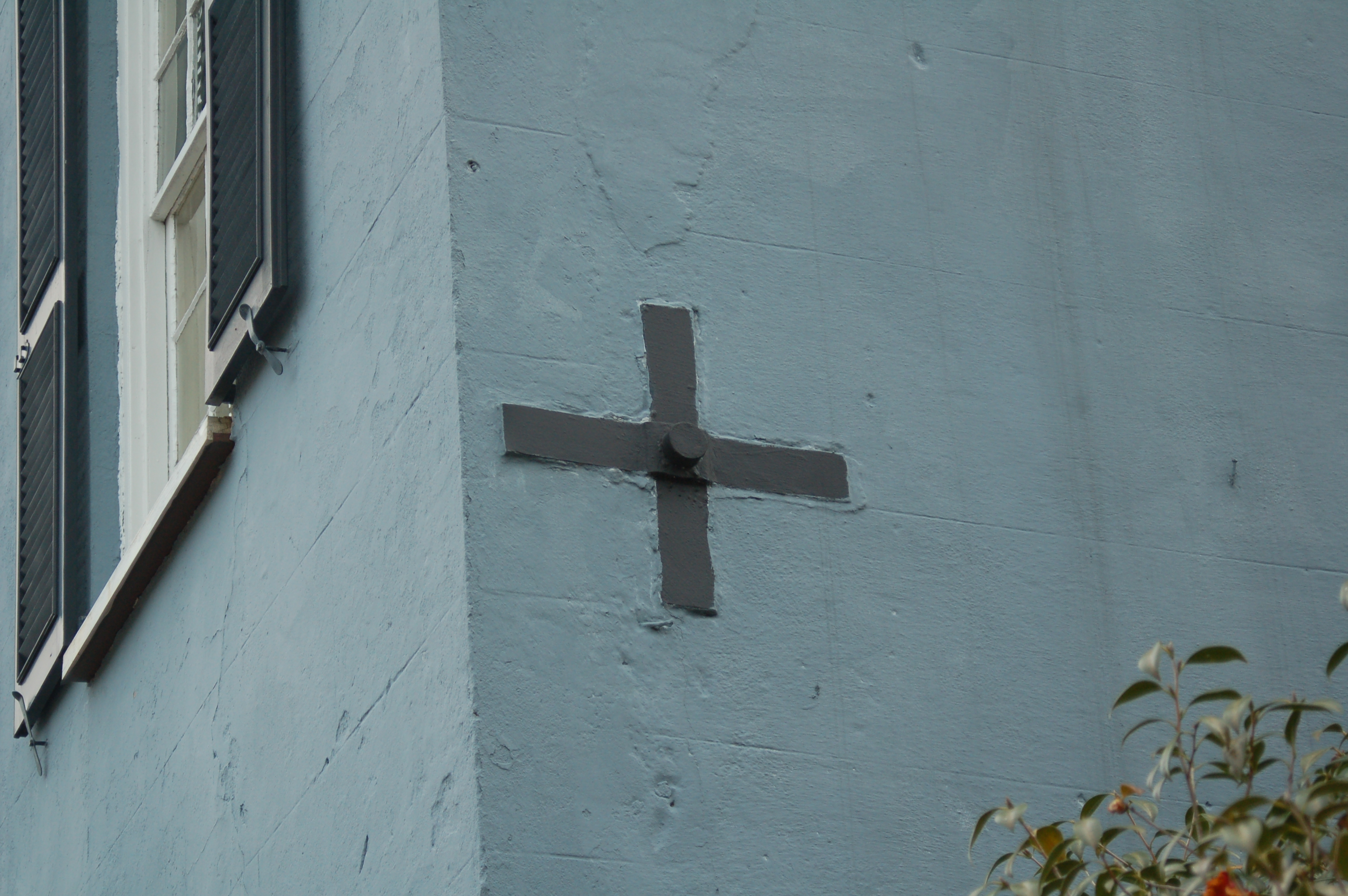
Uno de los millares de "tornillos de terremoto" ("earthquake bolts") que se encuentran en las casas del período de fines del siglo XIX en la ciudad de Charleston (Virginia), instalados después del terremoto del 1886. Pueden ser apretados o desatornillados de manera que pueda soportar la casa (de ladrillos) sin tener que demolerla a causa de la inestabilidad. Los tornillos están directamente o indirectamente conectados al armazón de soporte de la casa.

## Objetivos
En el pasado, el refuerzo antisísmico se aplicaba principalmente con el propósito de salvaguardar la seguridad pública, con soluciones de ingeniería limitadas por consideraciones políticas y económicas. De todas maneras, con el desarrollo de la ingeniería sismorresistente basada en el rendimiento durante un terremoto ("Performance Based Earthquake Engineering") (PBEE), se han diferenciado diferentes niveles de eficacia:
- Garantizar la incolumidad pública. El objetivo es el de proteger la vida humana, asegurando que la estructura no vaya a colapsar sobre sus ocupantes o que se derrumbe sobre áreas cercanas, además de permitir el movimiento de la estructura manteniendo un cierto grado de seguridad. Después de un terremoto de elevada intensidad puede ser necesario abatir y substituir totalmente la estructura, que puede volverse demasiado peligrosa en sacudidas sucesivas, demasiado costosa para ser reparada y constituir un peligro de derrumbe en modo tal que pone en riesgo otros edificios. Desde el punto de vista económico se traduce en la pérdida total del valor del edificio.

- Supervivencia de la estructura. El objetivo es que la estructura, mientras no queda segura para ser usada, puede necesitar de amplias reparaciones (pero no de su completa sustitución) antes de que pueda ser considerada útil o de que pueda consentirse el regreso a sus ocupantes. Esto es típicamente el nivel más bajo de refuerzo aplicable a los puentes.

- Funcionalidad de la estructura. La parte primaria, estructural, debe quedar libre de daños, y la estructura debe solo disminuir levemente en la funcionalidad de su función primaria. Con un alto nivel de retrofit, esto permite que cualquier reparación necesaria sea solo cosmética, por ejemplo, grietas menores en el yeso, cartón yeso y en el estuco. Éste es el nivel mínimo aceptable de refuerzo para los hospitales.

- Estructura no afectada. Este nivel de refuerzo es preferido para estructuras históricas de alto valor cultural.

## Técnicas
Las técnicas más comunes de reforzamiento antisísmico se pueden dividir en varias categorías:

### Puesta en tensión por la parte externa
El uso de post-tensores externos para nuevos sistemas estructurales ha sido desarrollado en la década pasada. Bajo el programa PRESS (Precast Seismic Structural Systems), un programa de investigación conjunta de los Estados Unidos con Japón, tendones de acero de alta resistencia no ligados han sido colocados como post-tensores para lograr un sistema que resiste a los momentos de las fuerzas auto-centrándose.
Una extensión de la misma idea para la actualización antisísmica ha sido probada experimentalmente para el retrofit antisísmico de los puentes de California bajo un programa de investigación de la Caltrans y para el retrofit sísmico de juntos de estructuras de cemento armado no reforzado en modo dúctil. El pre-comprimido (pre-stressing) puede aumentar la capacidad de elementos estructurales como vigas, columnas y los juntos entre vigas y columnas. Debe ser señalado que el pre-stressing externo ha sido usado para mejoras estructurales de la capacidad de carga debida a la gravedad y a las fuerza vivas desde los años 70.

### Aisladores en la base
El aislamiento de la base consiste en dispositivos estructurales dispuestos en la parte inferior de un edificio que debería sustancialmente desacoplar la estructura del edificio separándola de las sacudidas del terreno, y de esta manera se reducen las fuerzas aplicadas por el sismo sobre el edificio manteniendo su integridad y aumentando su desempeño sísmico. Esta tecnología de ingeniería sísmica, que es una forma de control de vibración, puede ser aplicada a edificios completamente nuevos (antes de ser construidos) o también a algunas estructuras existentes (con técnicas de corte y encamisado con acero de las columnas de la base y colocación de aisladores sísmicos sobre estas).
Normalmente, se hacen excavaciones alrededor del edificio y de sus cimentos y el edificio será separado cinemáticamente de sus fundaciones (aunque seguirá siendo sostenido por estas elásticamente). Vigas de acero o de concreto armado sustituyen las conexiones rígidas a las fundaciones, mientras bajo estas, las almohadillas de aislamiento, o aisladores de la base, sustituyen la parte superior de las columnas que ha sido removidas (estas conectaran la planta baja con el primer piso). Mientras el aislamiento sísmico tiende a restringir la trasmisión del movimiento del terreno al edificio, mantiene de toda forma el edificio posicionado en manera apropiada, con su baricentro sobre las fundaciones. Una cuidadosa atención al detalle es requerida donde el edificio tiene puntos de contacto con el terreno, especialmente en las entradas, escalinatas y rampas, para asegurar un movimiento relativo suficiente de estos elementos estructurales.

### Disipadores sísmicos
Los disipadores o amortiguadores sísmicos absorben la energía del movimiento y la disipan en forma de calor, de esta forma logran «amortiguar» o «descargar» los efectos de resonancia en estructuras que están conectadas de modo rígido al terreno. 
Además del aumento de capacidad en la disipación de la energía mecánica de las estructuras, ulteriores amortiguadores pueden reducir el movimiento y las aceleraciones dentro de las estructuras. En algunos casos, el peligro de derrumbe no proviene de la sacudida inicial, sino de los movimientos de resonancia periódica de la estructura que las repetidas ondas sísmicas en el terreno inducen. En particular, los amortiguadores suplementarios actúan como los propios amortiguadores de las suspensiones de los automóviles.

### Amortiguadores de masa «sintonizados»
El sistema consistente en varios tipos de amortiguador de masa sintonizado (en inglés: tuned mass dampers o TMD) emplea pesos móviles retenidos por algún tipo de resortes. Estos típicamente son usados para reducir la oscilaciones debidas al viento en edificios muy altos y al mismo tiempo muy livianos. Proyectos similares pueden ser desarrollados para aumentar la resistencia de los edificios que tienen entre ocho y diez pisos, que son los que con mayor frecuencia son destruidos por las resonancias inducidas en ellos por algunos terremotos de larga duración.

### Tanque "slosh"
El tanque "de chapoteo" ("slosh tank") consiste en un gran tanque de fluido colocado en un piso superior (no necesariamente el último, aunque debe estar cercano). Durante un evento sísmico, el fluido en este tanque se moverá en ondas hacia adelante y atrás (en la dirección paralela a las ondas sísmicas), y gracias a bafles —divisores internos que impiden que el mismo tanque llegue a vibrar en resonancia—; gracias a su masa el agua puede cambiar el periodo de oscilación, oponiéndose a que el edificio entre en su periodo de oscilación resonante que puede dañarlo hasta derrumbarlo completamente. Una cierta cantidad de energía cinética puede ser convertida en calor por los bafles y será disipada en el agua, con aumentos de temperatura insignificantes.

### Sistemas de control activo
Cuando se construyen edificios muy altos (rascacielos) con materiales modernos muy livianos, estos pueden oscilar en modo fastidioso (pero no peligroso) en ciertas condiciones de viento. Una solución a este problema es la de añadir en uno de los pisos más altos una gran masa, retenida en alguna forma (colgando, deslizante sobre esferas de acero, etc.) pero con una libertad de movimiento limitada, y que se deslice sobre un sistema como un cojín de aire o una película líquida hidráulica. Los pistones hidráulicos, movidos por bombas eléctricas y acumuladores, son activamente desplazadas para contrastar las fuerzas del viento y las resonancias naturales. Si son apropiadamente diseñadas, estas pueden ser eficaces en controlar el movimiento excesivo —con o sin la aplicación de potencia externa— en un terremoto. Por lo general, los modernos armazones de acero de los edificios más elevados no son tan sujetos a movimientos peligrosos como lo son los de media altura (de ocho a diez pisos), dado que el período de resonancia de un edificio alto y masivo es mayor respecto a las ondas de choque de los terremotos, que tienen una frecuencia de alrededor de una onda por segundo (1 hertz).

### Añadido de soportes estructurales o refuerzos adicionalesad hoc
La forma más común de retrofit antisísmicos a los edificios bajos es añadiendo fuerza a la existente estructura para resistir a las fuerzas sísmicas. El refuerzo puede ser limitado a conexiones entre los elementos estructurales del edificio ya existentes o puede conllevar al añadir elementos primarios resistentes como paredes arcos o dinteles, particularmente en los pisos más bajos.

#### Conexiones entre edificios y nuevas «alas» añadidas para expandirlos
Frecuentemente, las extensiones a los edificios no son fuertemente conectadas a la existente estructura, sino que simplemente son colocadas al lado de estos, con solo una continuidad «menor» en la pavimentación, revestimientos y techos. Como resultado, la extensión puede tener un período sísmico resonante diferente respecto a la estructura, y estas se pueden despegar fácilmente en terremotos fuertes. El movimiento relativo puede entonces provocar que las dos partes choquen, causando un grave daño estructural. Métodos constructivos adecuados proveerán a unir los dos edificios rígidamente en modo que se comporten como una sola masa sísmica, o por lo contrario, separarán bien los edificios, aislándolos recíprocamente con absorbedores y disipadores de energía de manera que no entren en colisión, dejándoles una cierta distancia para que se puedan mover independientemente (la conexión que se deja entre los edificios puede ser una ligera y flexible estructura de metal, o una pequeña estructura «sacrificable» en ladrillos y vidrio, que colapse sin derrumbar las dos alas).

### Refuerzos externos a los edificios

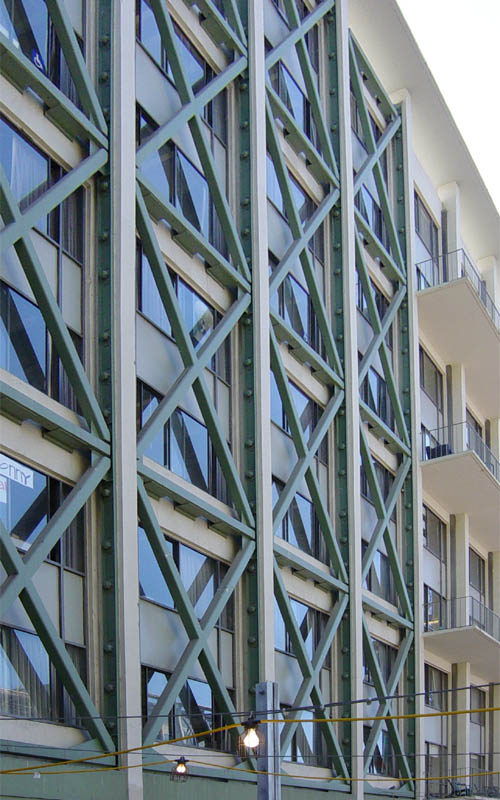
Estructura portante — Residencia de la University of California, Berkeley, California.

#### Columnas de hormigón armado externas
Los edificios históricos, hechos de ladrillos no reforzados, pueden tener detalles internos culturalmente importantes o murales que no deben ser alterados. En este caso, la solución puede ser el añadir un cierto número de columnas de acero, hormigón armado, o de hormigón pre-comprimido que soporten el techo y el piso de la estructura por la parte exterior. Se debe prestar mucha atención a la conexión con otras partes del edificio como la platabanda superior, las bases y las vigas del techo.

#### Columnas externas en estructura portante de acero
Aquí se muestra un refuerzo externo a capa o estructura portante (shear trusses) de un edificio convencional (un dormitorio) realizado precedentemente en concreto armado y ladrillos. En este caso, hay suficiente resistencia vertical en las columnas del edificio y suficiente resistencia frente a esfuerzo cortante en los pisos bajos, cosa que permitió un refuerzo externo para aumentar su resistencia en terremotos. Edificio localizado cerca de la falla de Hayward.

#### Estructuras masivas exteriores
En otras circunstancias, se necesita un refuerzo mucho mayor. Como en la estructura mostrada al lado del índice; un aparcamiento sobre tiendas; entonces la colocación, el detalle, el acabado y la pintura del refuerzo puede volverse un embellecimiento arquitectónico.

## Típicas situaciones de retrofit y soluciones

### Derrumbe de edificios bajos con aperturas al nivel de planta baja

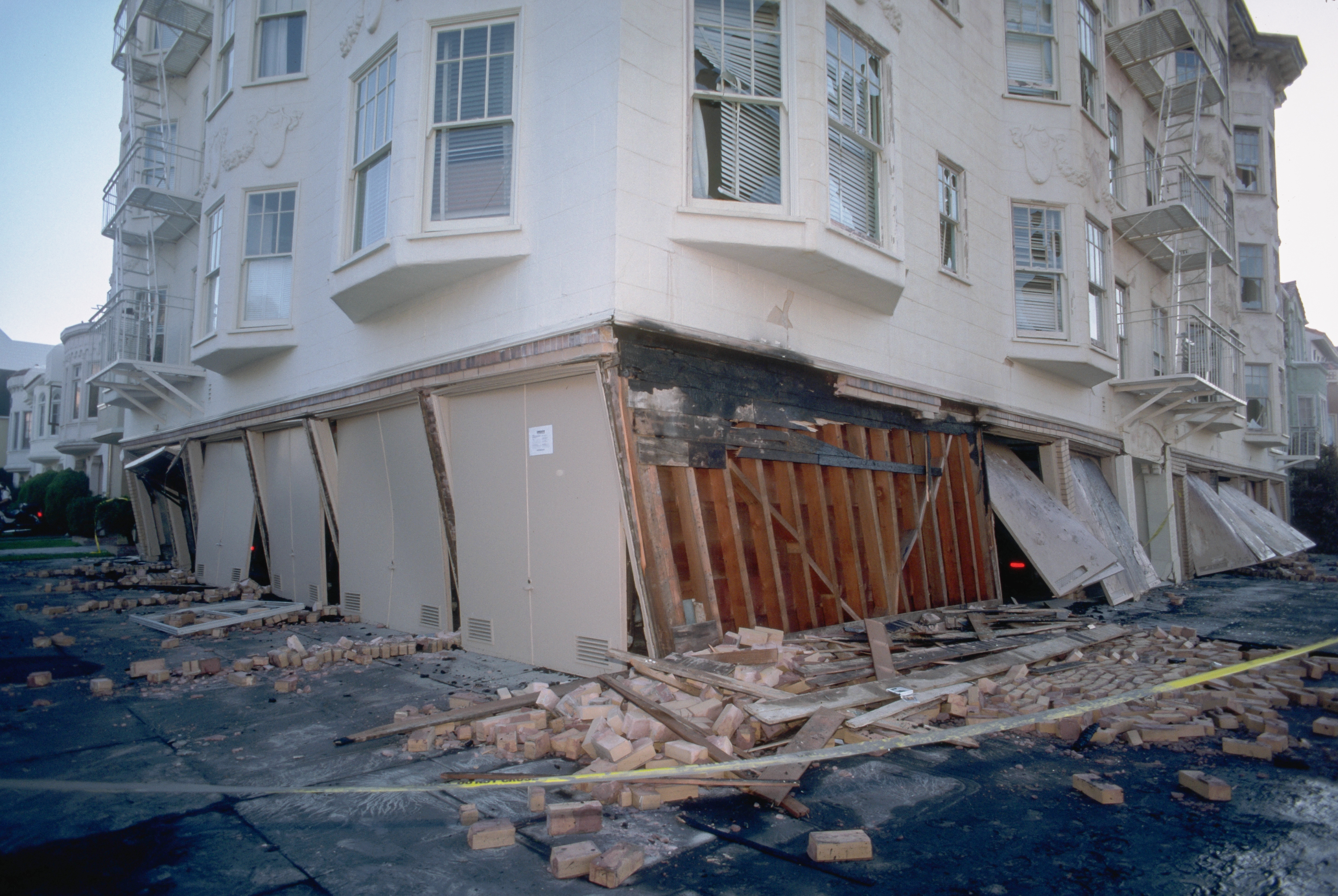
Derrumbe parcial debido a una estructura portante inadecuada en el nivel del garaje. Edificio en San Francisco, California, después del terremoto de Loma Prieta. La parte superior, aunque haya descendido y esté desnivelada, está casi integra gracias a un parcial efecto no buscado de aislamiento sísmico.

Esta modalidad de colapso se conoce como colapso del piso débil (en inglés: soft story collapse). En muchos edificios el nivel al terreno tiene funciones diferentes respecto a los niveles superiores. Las estructuras residenciales no elevadas pueden estar construidas sobre un estacionamiento que puede tener grandes portones de uno o más lados. Los hoteles pueden tener pisos elevados en el terreno que permiten la existencia de una gran entrada principal o de salones de baile. Los edificios de oficinas pueden tener negocios o depósitos al nivel de la calle, que frecuentemente tienen enormes ventanales para exponer la mercancía. 
El diseño antisísmico tradicional considera que los pisos bajos de un edificio son más fuertes que los superiores y donde esto no se verifica, la estructura no responderá a las oscilaciones del terremoto en el modo esperado, y probablemente el primer piso colapsará bajo el peso de los pisos superiores. Con métodos de proyecto modernos, es posible calcular el comportamiento de un piso "débil" y remediar estructuralmente a sus potenciales fallas. En 1994 en Los Ángeles, colapsos de este tipo en un gran complejo de apartamientos causaron muchas muertes en el terremoto de Northridge de 1994.

### Uniones viga-columna

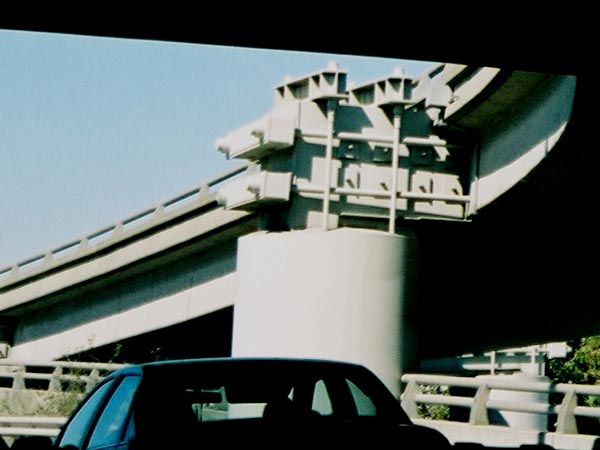
Unión con refuerzo de acero en la esquina y barras de alta tensión con una cubierta anticorrosión de lechada bajo ésta.

Las juntas de conexión entre las vigas y las columnas son una debilidad estructural común, que debe ser afrontada por el retrofitting. Antes de la introducción de códigos modernos antisísmicos en los años 1970, las juntas entre viga y columna, normalmente, no habían sido estudiadas dinámicamente o proyectadas sino para resistir cargas estáticas no oscilantes. Algunas pruebas de laboratorio han confirmado la vulnerabilidad sísmica de estas conexiones, que hoy se pueden definir "pobremente" proyectadas. Una falla de las conexiones entre vigas y columnas puede típicamente conllevar al colapso catastrófico de un edificio basado sobre armazón, como ha sido observado frecuentemente en recientes terremotos
Se han propuesto varias soluciones de reforzamiento para las juntas entre columnas y vigas de hormigón armado, que han sido probadas en los últimos 20 años. Filosóficamente, varias estrategias de retrofit antisísmico antes discutidas pueden ser aplicadas para los juntos de concreto reforzados. El encamisado con acero o con hormigón ha sido una técnica de retrofit muy usada hasta la llegada de material compuesto como el polímero reforzado con fibra de carbono. Materiales compuestos como la FRP de carbono y la FRP con aramida (mezcla de Kevlar y Twaron) han sido probados extensivamente para ser usados en el retrofit sísmico con un cierto grado de éxito. Una técnica novedosa incluye el uso de una debilitación selectiva de la viga y el añadido de post-tensado externo a la junta de manera de obtener un abisagreo flexural ("flexural hinging") en la viga, cosa más desiderable en términos de proyecto antisísmico. 
Por ejemplo, una amplia cantidad de fallos en las soldaduras de las juntas viga-columna de edificios de acero de altura baja a mediana durante el terremoto de Northridge del 1994, han mostrado las deficiencias estructurales de estas conexiones soldadas 'de diseño moderno' posteriores al 1970, muy rígidas y que se oponen al momento de fuerza. Un proyecto de investigación de la SAC  ha documentado, testado y finalmente recomendado algunas soluciones de retrofit para estos juntos de acero soldado que resisten al momento de las fuerzas. Para estos juntos soldados han sido desarrolladas soluciones como: a) aumento de la fuerza de la soldadura, y b) añadido de un gancho de acero ("steel haunch") o de rebordes conformantes a forma de hueso para perro ("dog-bone shape flange").

### Derrumbe de las estructuras portantes dentro del diafragma del piso
En Estados Unidos se utilizan frecuentemente pisos de madera construidos como cajones sostenidos por vigas (beams) relativamente estrechas y profundas, de madera de buena calidad, cubiertas con económicas y ligeras placas de madera (contrachapado) en diagonal, para formar una económica plataforma para el piso que será recubierta con la superficie final del piso (alfombras, baldosas, linóleo, parqué, vigas de madera fina, vinilo). En muchas estructuras estas están todas alineadas en la misma dirección. Para prevenir que estas estrechas vigas se doblen de un lado, se utilizan bloqueadores en cada extremo, y para darle adicional resistencia, se pueden colocar abrazaderas diagonales de madera o de entre las vigas e uno o más puntos de su largo. En el borde externo típicamente se usa una sola profundidad de bloqueo y se coloca un armazón perimetral de vigas, de manera que forma un cajón a estrecho contacto con la pared (de madera o de ladrillos).
Si la colocación de los bloques, de los clavos o tornillos es inadecuada, las vigas (que tienen una forma alta y estrecha) las fuerzas de movimiento de la estructura portante pueden voltearlas de lado, con la parte débil hacia arriba. En esta posición la lámina superior del piso cae sobre la parte del techo perdiendo su fuerza original y la estructura puede colapsar totalmente. Como parte de un retrofit la colocación de bloques entre las vigas puede ser duplicada, especialmente en las partes más externas del edificio. Puede ser apropiado añadir clavos adicionales entre el radier del muro perimetral erigido sobre el diafragma del pico, aunque esto requerirá exponer la placa radier retirando el relleno interno o la parte de los lados.

### Deslice de los cimientos y daño del tipocripple wall

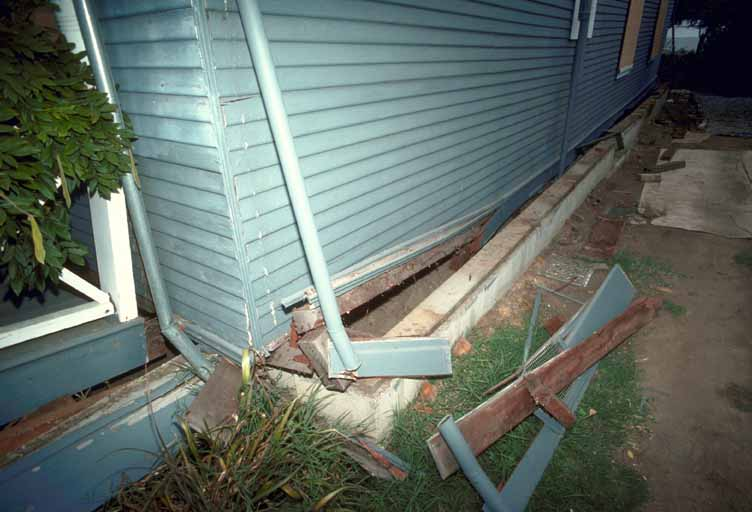
Deslizamiento de la casa fuera de sus cimientos

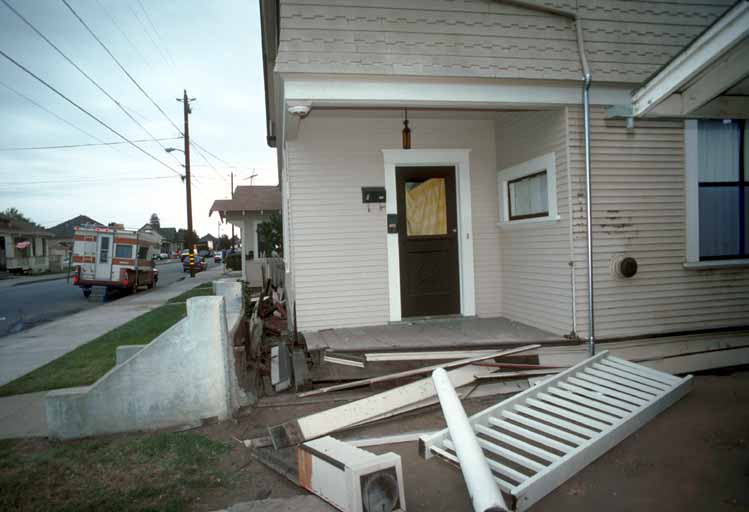
Colapso del muro bajo y desprendimiento de la escalera de concreto.

Estructuras residenciales de uno o dos pisos construidas con armazón de madera sobre un perímetro o cimientos de rocas se encuentran relativamente seguras en un terremoto, per en muchas estructuras construidas antes del 1950 la placa radier ("sill plate") que se encuentra entre los cimientos de concreto y el diafragma del piso (cimientos del perímetro) o unos espesos cimientos de roca ("studwall") puede no haber sido atornillada en modo suficiente. Adicionalmente, los tornillos o las estructuras de conexión entre la madera y la roca (que no hayan sido substancialmente protegidas de la corrosión) pueden haberse corroído hasta un punto de debilidad. Un sacudón lateral puede hacer deslizar el edificio enteramente fuera de los cimientos o de las rocas macizas.
Frecuentemente estos edificios, especialmente construidos sobre de un declive moderado, están erigidos sobre una plataforma conectada a cimientos perimetrales gracias a muros bajos resistentes llamados ("cripple wall" o pin-up). Esta misma estructura puede fallar en sus conexiones a sí misma en los ángulos, llevando a que el edificio se mueva diagonalmente y colapsando las bajas paredes.

### Presencia de muchos palos de soporte en pozos poco profundos
Algunas estructuras viejas de bajo costo se elevan sobre pilotes de concreto que son clavados en pozos poco profundos, un método frecuentemente usado para añadir balcones, terrazas o plataformas a edificios pre-existentes. Esto se hace frecuentemente en lugares donde los terrenos se inundan o eran palustres, especialmente en condiciones tropicales, porque deja un espacio seco y ventilado bajo la casa (aparte de que impide que suban a la casa animales), y en el extremo opuesto, en condiciones sub-polares o de montaña donde se forma el permafrost (barro congelado) porque impide que el calor del edificio pueda desestabilizar el terreno subyacente. Durante un terremoto, los pilones pueden doblarse o caerse, volteando el edificio hacia el suelo. Este problema puede ser evitado usando huecos que son escavados hasta la profundidad donde se construyen pilones reforzados, que después son asegurados a la placa del piso en los ángulos del edificio. Otra técnica es la de añadir vigas y soportes diagonales suficientes, que abracen las columnas, o la de colocar secciones de pared de concreto armado entre los pilones (comenzando desde una cierta profundidad).

### Explosión de las columnas de hormigón armado

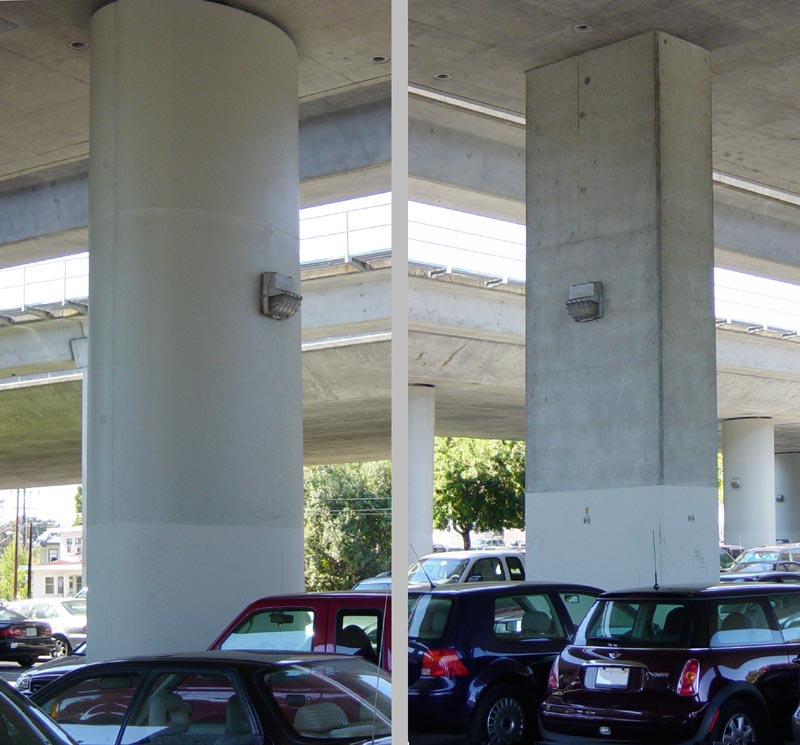
Columna con camisa and grouted a la izquierda, sin modificar a la derecha.

Las columnas de hormigón armado típicamente contienen grandes cabillas de refuerzo verticales de acero corrugado muy espeso que es la contracción de "reinforcing bars") colocadas en anillo, rodeadas por otras de menor diámetro. Después de haber analizado muchos de los daños causados por los terremotos, se ha entendido que la debilidad no estaba en las barras verticales, sino en la resistencia inadecuada de los conectores horizontales ("cercos") y en su escasa cantidad. Una vez que se rompe la integridad de los conectores horizontales, el armado vertical se puede doblar hacia el exterior, colocando en tensión a la columna central de concreto. Entonces el concreto simplemente se raja hasta partirse en pequeños pedazos, que no se mantienen adheridos por el armado que los rodea. En las construcciones nuevas se coloca una mayor cantidad de barras de enlace, que además son más gruesas.
Una forma simple de retrofit es la de rodear la columna con una espesa banda o "camisa" de láminas de acero que son fundidas y soldadas hasta que forman un único cilindro. Ulteriormente el espacio entre la camisa y la columna será rellenado con concreto, en un proceso que en inglés de denomina "grouting". Cuando el suelo o las condiciones de la estructura necesitan de esta modificación adicional, ulteriores pilares pueden ser aplicados cerca de la base de la columna y plataformas de concreto que unen los pilares al pilón serán fabricadas en el nivel del suelo o bajo este. En el ejemplo mostrado no todas las columnas necesitaban ser modificadas para ganar una resistencia sísmica suficiente para resistir las condiciones esperadas. (Esta localidad se encuentra a como una milla de la falla de Hayward.)

### Explosión de murallones de hormigón armado reforzados
Los murallones de concreto se usan frecuentemente en la transición entre los rellenos de autopistas elevadas y los puentes o estructuras que pasan encima de otras vías (evitando su interrupción). El murallón de cemento masivo se usa para retener el terreno y hacer que no sea necesario colocar pilones de sostén para el puente de la autopista, permitiendo así un cruce más corto y que la estructura supraelevada se apoye directamente a los cimientos en una parte del terreno que no ha sido disturbada por haber sido elevada. Si estos murallones son inadecuados pueden derrumbarse por el estrés causado por el movimiento ondulatorio de la tierra inducido por un terremoto.
Una forma de reforzamiento antisísmico es la de perforar numerosos agujeros en la superficie del murallón, y de asegurar con adhesivo epoxi cortas secciones de cabillas de acero en forma de L a la superficie de cada agujero. Se cubre la pared de cemento con otras vigas de "rebar" vertical y horizontal, formando un armazón, se coloca un encofrado de madera, y se vierte una capa adicional de concreto. A esta modificación se le pueden añadir otros escalones de tierra y otras paredes de cemento con cimientos en trincheras excavadas, además de contrafuertes y otras estructuras de soporte para retener el tramo "aéreo" de la carretera entre muros adyacentes.

### Resinas para las paredes de ladrillos y refuerzos en fibra de vidrio
Las estructuras construidas con ladrillos pueden ser reforzadas con capas de fibra de vidrio y con resinas (como epoxy o poliéster). En los pisos más bajos pueden ser aplicadas sobre toda la superficie expuesta, mientras que en los pisos más altos pueden ser confinadas a estrechas áreas alrededor de ventanas y aperturas de puertas. Forrando las paredes de ladrillos con estas capas se añade resistencia a la tensión y al movimiento, que nos rinde una pared más resistente a que se doble de un lado, o que se mueva formando ondas que hacen estallar la pared en la típica forma de X. La eficiente protección de un entero edificio de ladrillos requiere de un análisis computarizado extensivo y de la consecuente ingeniería. Por ejemplo algunas ventanas y puertas de la planta baja podrían necesitar de ser cerradas con muros de ladrillos, hasta podría ser necesario colocar contrafuertes, y por lo opuesto, habría que aligerar los pisos superiores, ampliando verticalmente las ventanas (volviéndolas puertas-ventanas). En un edificio de ladrillos no es fácil determinar los puntos a tratar, y muchas veces se vuelve necesario demoler partes que forman una "L" y que tienen un comportamiento resonante diferente al resto del edificio.
Muchas veces, el colocar un espeso marco de acero a puertas y ventanas aumenta su resistencia, impidiendo que la pared estalle por el punto débil constituido por la apertura. El arco de medio punto y ventanas redondas pueden ser una solución que refuerza la planta baja del edificio.
Por lo contrario, si las paredes de ladrillos no son portantes, y la estructura se sostiene sobre columnas de cemento armado, se puede proceder a colocar aisladores de metal o de goma entre las columnas y la base del primer piso. En tal caso las paredes del primer piso pueden ser eliminadas, colocando vetrinas o paredes muy delgadas de ladrillo no espeso. En tal caso puede ser necesario colocar los ascensores y las escaleras en una estructura externa al edificio, con una conexión flexible con el edificio.

### Levantamiento
Donde la humedad o en el punto de contacto con suelos aluvionales, por ejemplo en estructuras "tipo playa" que se encuentran immediatamente encima de material firme (como rocas), las ondas sísmicas que viajan en la parte de arena o de fango poco sólido pueden ser amplificadas, exactamente como pasa con las olas de agua que llegan a un playa empinada. En estas condiciones empinadas, han sido medidos picos de aceleración vertical que llegan a ser superiores de más del doble respecto a la fuerza de gravedad. Si un edificio no está bien asegurado a cimientos que a su vez estén sólidamente conectados a la roca (perforándola) es posible que el edificio sea arrojado, con sus cimientos o separado de sus cimientos, lanzado en el aire, normalmente con graves daños que ocurren cuando aterriza o cuando golpea con sus mismos cimientos (que siendo puntos fuertes tienden a romper el suelo). En edificios bien afincados al terreno, estructuras anexas, como pequeñas torres, pisos superiores añadidos, techos y los porches pueden desprenderse de la estructura primaria.
Una buena práctica de construcción en las estructuras modernas, que puedan ser declaradas resistentes a los terremotos dicta que deben existir buenas conexiones verticales entre cada componente del edificio (a menos que se trate de un punto "sacrificable", para resguardar la estructura de ulteriores daños), desde un terreno no movido o ingenierizado (por ejemplo tierra suelta o arena reforzada con muchos pilones, come en la torre Burj Al Arab en una isla artificial de los Emiratos Árabes Unidos) hasta los cimientos, pasando por el radier (en inglés sill plate), después por las columnas portantes, las platabandas hasta llegar a la estructura del techo. 
Sobre los cimientos y el radier las conexiones se hacen típicamente con una jaula de acero o con láminas onduladas de acero, clavadas a elementos de madera, usando clavos especiales de alta resistencia,

### Consolidación del terreno
Uno del los retrofits más difíciles es el requerido para prevenir daños debidos al derrumbe o a la liquefacción del terreno. Los derrumbes pueden verificarse cerca de un declive, de un barranco (como en un deslizamiento de tierra), y hasta en un área llana debido a la licuefacción del suelo compuesto de arena o fango saturados de agua. Generalmente, deben ser clavados profundos pilones en el terreno inestable (típicamente fango o arena) hasta encontrar la roca o tratar de estabilizar el barranco. 
Otro sistema, muy costoso, en zonas llanas (aluviones de ríos) es construir una vasta y profunda plataforma "flotante" subterránea de cimiento con espesas paredes de cemento armado, que puede tener espacios internos y pisos que pueden servir como depósitos, estacionamientos subterráneos, túnel de desagüe y/o para la viabilidad o refugio antiaéreo, que puede unir varios edificios y añadirse al aislamiento sísmico en los puntos de contactos con los edificios externos. Un ejemplo de esto es el centro abitativo, comercial y cinematográfico "Leonardo" que se encuentra cerca dell'Aeropuerto de Roma-Fiumicino.
Puede no valer la pena aplicar el retrofit a edificios que se encuentran sobre precedentes áreas de derrumbes, por ser económicamente oneroso en manera excesiva, porque muy frecuentemente no es práctico (o es simplemente imposible) estabilizar un derrumbe que puede ser muy vasto y profundo. La posibilidad de que se verifique un derrumbe o la licuefacción del terreno puede depender de factores climáticos, dado que el terreno puede ser más estable al inicio de la estación húmeda respecto al inicio de la estación seca. Este tipo de situaciones con "dos estaciones" se observa en el clima mediterráneo, que también existe en California.
En algunos casos, la mejor cosa que se puede hacer es de reducir la cantidad de agua que entra al terreno, por ejemplo proveniente de altitudes más elevadas en una colina o en la ladera de una montaña, capturando el agua de superficie y de la falda más superficial y desviándola a través de canales o de tubos, y de extraer el agua que se infiltre pasando la barrera directamente y gracias a pozos sub-superficiales insertando tubos horizontales perforados. Existen numerosas localidades en California donde se han construido grandes urbanizaciones sobre zonas de corrimiento de tierra arcaicas, que no se han movido en tiempos históricos, pero que (si llegan a estar saturadas de agua y contemporaneamente son sacudidas por un terremoto) tienen una alta probabilidad de moverse en masa, llevándose enteras secciones de un sector suburbano a nuevas posiciones. Aunque la más modernas entre las estructuras abitacionales (bien atadas a cimientos de concreto monolítico reforzados con cables de post-tensionamiento) pueden sobrevivir estos desplazamientos en la mayor parte intactos, el edificio no se encontrará más en su lugar apropriado (podría haberse acercado a un barranco o estar en un terreno que ahora cubre una autopista).

### Cables y tubos de servicios públicos: riesgos
Los tubos de gas natural y de propano que van a las estructuras frequentemente crean peligros durante y después de un terremoto. Si un edificio se mueve de sus cimientos o cae a causa del colapso de sus muros, los tubos dúctiles de hierro que transporta el gas al interior de las estructura pueden romperse, típicamente en la localización de los juntos soldados. El gas puede continuar a llegar de las líneas a alta presión y continuar a fluir en cantidades substanciales; entonces este enorme volumen de gas combustible puede se encendido por una fuente externa encendedora de la llama como una llama-piloto de un calentador de agua o como un arco eléctrico que esté mandando chispas, como por ejemplo una línea eléctrica rota.
Existen dos métodos principales para cortar automáticamente el flujo de gas después de un terremoto, que se instalan en el lado a baja presión del regulador, y habitualmente corriente abajo del medidor del gas.
- Una bola del metal en una caja puede ser colocada en el borde de un orificio. Durante el choque sísmico, la bola rodará hacia adentro del orificio, cerrándolo por gravedad, evitando así que siga pasando gas. Más tarde la bola puede ser vuelta a colocar en su lugar, usando un imán externo. Este dispositivo responde solamente al movimiento del terreno.
- Un dispositivo sensible al exceso de flujo puede ser usado para cerrar una válvula si el flujo de gas excede un cierto límite (en manera muy similar al disyuntor de un circuito eléctrico). Este dispositivo funcionará prescindiendo o no del movimiento sísmico (por ejemplo por la ruptura de un tubo durante excavaciones), pero no responderá a perdidas minores que pueden ser causadas por un terremoto.

Parece que la configuración más segura es la que prevé de utilizar cada uno de estos dispositivos en serie.

### Túneles
A menos que el túnel penetre una falla que pueda deslizarse (cortando el túnel en dos secciones), el mayor peligro para los túneles es un derrumbe o avalancha que pueda bloquear una entrada. Una protección adicional alrededor de los ingresos (en túneles importantes) puede ser aplicada para desviar cualquier material en caída. También se puede estabilizar la ladera sobre el túnel puede ser estabilizada de alguna manera. Donde se estima que puedan caer solo rocas de pequeño y de medio tamaño, se puede cubrir la entera ladera con una red de espeso alambre de acero, clavada a la ladera con barras de metal. Este procedimiento es también una modificación común en lugares donde las autopistas cortan montes o colinas y donde se verifican las condiciones apropiadas que lo rinden necesario y posible.

### Galerías de metro submarinas
La seguridad de cualquier tipo de metropolitana submarina depende altamente de las condiciones del suelo a través del cual el túnel fue construido, sobre los materiales y refuerzos usados, de la máxima intensidad del terremoto que se puede prever y de otros factores, algunos de los cuales pueden ser desconocidos para la ciencia actual.

#### Metropolitana BART
Una metropolitana particularmente interesante bajo el punto de vista estructural, sísmico, económico y político es la BART (Bay Area Rapid Transit). Este metro fue construido en el fondo de la bahía de San Francisco, a través de un proceso innovativo. Envés de empujar un escudo de acero rotante a través del lodo de la bahía, el túnel fue prefabricado en secciones construidas en tierra. Cada sección (rectangular) consiste de dos túneles de sección circular, un túnel central de acceso de sección rectangular, y de un escudo oval externo que cubre los tres túneles internos. El espacio entre los tubos de los túneles fue rellenado con concreto. El fondo de la bahía fue excavado y recubierto con un lecho plano de rocas molidas preparadas para recibir la secciones de la metropolitana. Las secciones fueron llevadas flotando sobre la superficie, hasta su lugar de instalación y hundidas, después unidas con conexiones soldadas con las secciones colocadas previamente. Sobre el prefabricado se depositó un relleno para cubrirlo y mantenerlo firme. Una vez completado de San Francisco a Oakland, se colocaron los carriles y los componentes eléctricos. Se preveía que la respuesta al sismo por parte de la metropolitana durante un terremoto de categoría mayor podía ser comparada a la de un haz de espaguetis cocidos en un plato hondo de gelatina. Para evitar el estrés excesivo a la estructura de la metropolitana debido a los movimientos diferentes en cada extremo, se instaló un sistema de juntos corredizos en la parte terminal en San Francisco bajo el edificio histórico Ferry Building. 
Los ingenieros del consorcio de construcción PBTB (Parsons Brinckerhoff-Tudor-Bechtel) usaron los mejores cálculos del movimiento del terreno disponibles en la época, que actualmente se consideran insuficientes gracias a los modernos métodos de análisis computacional y a los conocimientos geotécnicos. Inesperados asentamientos verticales del túnel han reducido la cantidad de deslizamiento que puede ser absorbido por el túnel sin que se abran boquetes y se inunde la estructura. Estos factores han dado lugar a que ahora el junto de deslizamiento en San Francisco es demasiado corto para asegurar la supervivencia de la metropolitana, especialmente bajo la presión del terreno de relleno, que es necesario para evitar que la secciones de la metropolitana vayan a "flotar", saliendo del fondo y quedando descubiertas y apoyadas en modo irregular sobre el fondo, que puede llevar a la ruptura de la estructura.

## Reforzamiento de puentes
Los puentes tienen diferentes modalidades de derrumbe o ruptura.

### Rockersa expansión
Muchos puentes cortos están anclados estáticamente en un extremo y a fuelles (en inglés, rockers) en el otro. Esta estructura corrediza le da al puente soporte vertical y transversal mientras permite al tramo del puente de expandirse y de contraerse con los cambios de temperatura. El cambio en la longitud del tramo se acomoda sobre un espacio que es dejado en la parte no sobre-elevada de la vía por juntas de expansión. Durante amplios movimientos del terreno, los rockers pueden saltar de sus carriles o ser movidos más allá de sus límites de diseño, causando que el puente se desplaze de su posición de reposo para después terminar no alineado o hasta derrumbarse completamente. El movimiento puede ser restringido añadiendo unos ganchos en acero dúctil o de alta resistencia, que están ligados a cilindros de metal corredizos coaxialmente, con un movimiento condicionado por la fricción, proyectados para deslizarse lentamente (y con producción de calor) bajo estrés extremados mientras todavía logran limitar el movimiento relativo respecto a su anclado.

### Rigididez de la superficie viaria

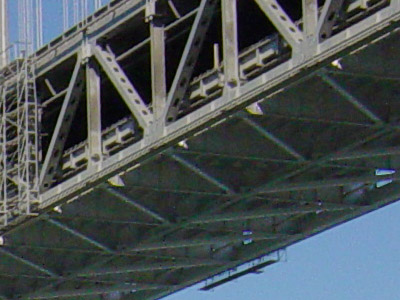
Diagonales adicionales añadidas bajo las dos superficies viarias del puente Bay Bridge de San Francisco.

Los puentes colgantes pueden responder a los terremotos con un movimiento lado-a-lado que excede aquel que fue proyectado para la respuesta a los vientos. Este movimiento puede causar fragmentación de la superficie del terreno, daños a los rodamientos, y la deformación plástica o la ruptura de los componentes. Se pueden añadir dispositivos como amortiguadores idraulicos o conexiones deslizantes "clampadas" y otros refuerzos adicionales diagonales.

### Sosténes alattice, vigas y juntos

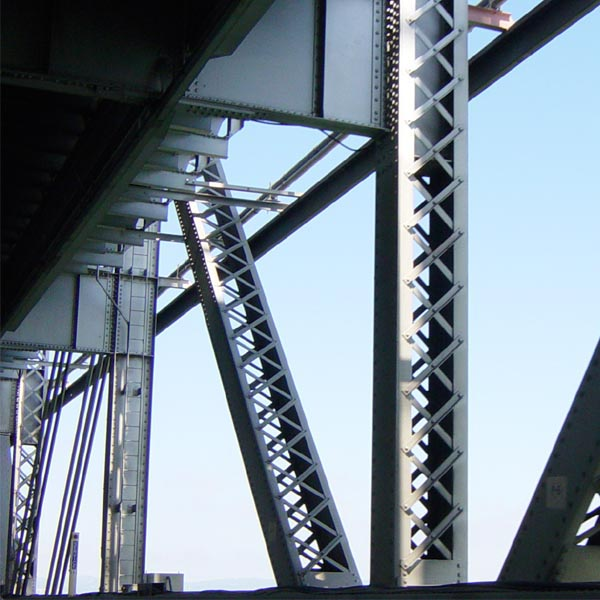
Vigas obsoletas construidad con la modalidad del lattice remachado.

El lattice girder consiste de dos vigas en forma de "I" de acero conectadas con una especie de entramado de láminas planas. Estas pueden ser reforzadas muchos sustituyendo el entramado abierto con láminas continuas de mayor espesor (a veces con agujeros). Esto se hace normalmente al mismo tiempo que se sustituyen los remaches con gruesos tornillos y arandelas.

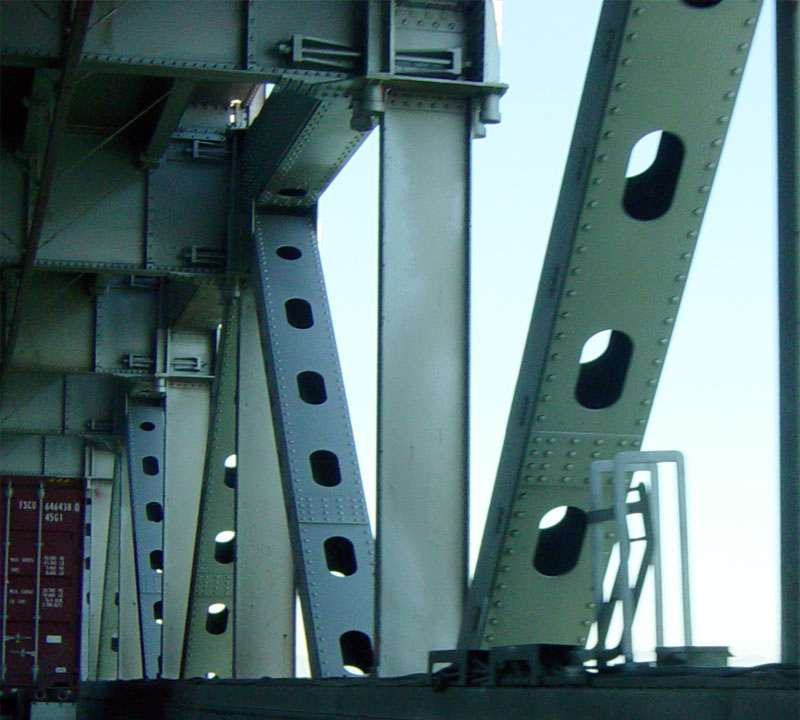
Sostitución del lattice remachado con láminas de acero atornilladas, que forman cajones de acero.

### Remachado en caliente
Muchas de las estructuras metálicas fueron fabricadas introduciendo remaches al rojo-vivo en agujeros previamente perforados; los remaches blandos porqué todavía calientes, son fijados usando un martillo de aire en un lado y una barra "bucking bar" (una masa inercial) en el lado del cabezal. Mientras estas se enfrían lentamente, son dejadas en una condición denominada recocción (blanda), mientras que la lámina perforada queda relativamente dura, dado que después de haber sido vertida en le molde fue sometida a varios tipos de forja y laminación. Bajo condiciones de esfuerzo extremo las láminas duras pueden abradir los remaches suaves, dando lugar a la ruptura failure del junto.
La solución es la de quemar cada remache con un soplete a oxígeno. Después se prepara el agujero dándole un diámetro preciso con una escariola. Se coloca un tornillo localizador especial, que consiste de un cabezal, un cilindro que coincida con al agujero escariolado, y una arandela-terminador que es insertada y retenida con una tuerca, y que después se aprieta con una llave. Dado que el tornillo ha sido fabricado con una aleación apropiada de alta resistencia que también ha sido tratada al calor, no es susceptible a romperse por el tipo de abrasión plástica que es típico de los remaches calientes ni por la fractura por fragilidad de los tornillos ordinarios. Cualquier rotura parcial que pueda verificarse se verificará en la lámina de metal asegurada por el nuevo tornillo; con una adecuada ingenierización este tipo de ruptura no debería ser catastrófico.

### Terraplenes, pasos subterráneos y pasos elevados
Las autopistas sobreelevadas están típicamente construidas sobre terraplenos o secciones del relleno de tierra elevados conectados con segmentos similares a puentes, frecuentemente sostenidos con columnas verticales. Si el terreno cede en el lugar donde se termina un puente, el puente puede quedar desconectado del resto de la vía y derrumbarse. El retrofit para este tipo de problemas es el de añadir refuerzos adicionales (como contrafuertes) a cualquier pared de soporte, o de añadir profundos cajones adyacentes al borde a cada extremidad y conectarlos con una viga de soporte bajo el puente.
Otro tipo de ruptura ocurre cuando el relleno de cada extremo se mueve (por efectos resonantes) en toda su masa, en direcciones opuestas. Si la superficie de cimiento del sobrepaso es insuficiente, esta puede caer.

### Viaductos
Grandes secciones de autopistas o de otras vías pueden consistir enteramente de viaductos, secciones que no tiene conexión al terreno si no las columnas verticales. Cuando se utilizan columnas en hormigón, el detallado es crítico. Típicas ruptura se pueden ver en la parte superior de una fila de columnas debido a que se despegan del suelo, a que el suelo se derrumba o a el insuficiente revestimiento con acero corrugado. Ambos tipos de ruptura fueron vistos en el Gran terremoto de Hanshin-Awaji del 1995, que afectó principalmente la ciudad de Kōbe en Japón, donde un entero viaducto, soportado centralmente por una sola fila de anchas columnas, quedó tumbada de un lado. Estas columnas pueden ser reforzadas excavando hasta la base de los cimientos, añadiendo otros pilotes subterranes, y añadiendo una base más ancha, bien conectada con la columna (perforándola, rodeándola o quedando al lado). Una columna con barras de revestimiento insuficientes, que tiene tendencia a estallar y después a doblarse en el punto de estallido, puede ser encajonada completamente en una camisa circular o elíptica de acero soldado y el espacio entre la columna y la camisa es rellenado de mortero "grout" como fue descrito anteriormente.

## Retrofit antisísmico residencial

### Estructuras con armazón de madera
Los edificios de tipo residencial en Norteamérica consistían mayormente de estructuras con armazón de madera. La madera es uno de los mejores materiales para la construcción antisísmica gracias a su basa masa y a que es relativamente menos quebradiza que los ladrillos. Es fácil y muy económico trabajarla en comparación a otros materiales modernos como el acero y el hormigón armado. Resiste si la estructura está propriamente conectada a sus cimientos y si tiene adecuada resistencia estructural, en las construcciones moderna obtenidas conectando superficies de paneles en contrachapado o con paneles orientados en combinación con estuco exterior. Se pueden usar también tirantes de acero y láminas de metal para conectar los elementos con seguridad.
Algunos métodos de retrofit para estructuras con armazón de madera consisten de los siguientes métodos (aunque faltan algunos).
- Los raíles más bajos de la superficie de las paredes deben ser atornillados a un cimiento continuo, o mantenidos unidos con "clips" de metal rígido atornillado a los cimientos.
- Elementos verticales selectos, especialmente en el punto de unión angular entre las paredes y donde se hallan aperturas para ventanas y puertas debene estar pegados en modo seguro al radier.
- En los edificios de dos piso que usan construcción al estilo "western" (las paredes son progresivamente erigidas sobre el diafragam superior del piso más bajo, a diferencia de la construcción de estilo "eastern" a estructura de balón), las paredes superiores están conectadas a las paredes inferiores con elementos tensores. En algunos casos, la conexiones pueden ser extendidas verticalmente para incluir la retención de algunos elementos del techo.
- Las bajas cripple walls se pueden volver estructuralmente resistantes añadiendo contrachapado en las esquinas, y resguardando los ángulos del peligro que se abran con tiras o con láminas de metal.
- Se puede asegurar los pilones y postes verticales que así pueden ser bloqueados para que no salten de sus cimientos.

La construcción de un armazón de soporte es un modo eficiente de aumentar la resistencia de paredes de ladrillos, si la estructura se proyecta en modo adecuado. En Turchia (país muy sísmico), las casas tradicionales (bagdadí) están hechas con esta técnica. En El Salvador, se usa madera y bambú para la construcción de las casas tradicionales.

### Paredes de ladrillos reforzadas y no

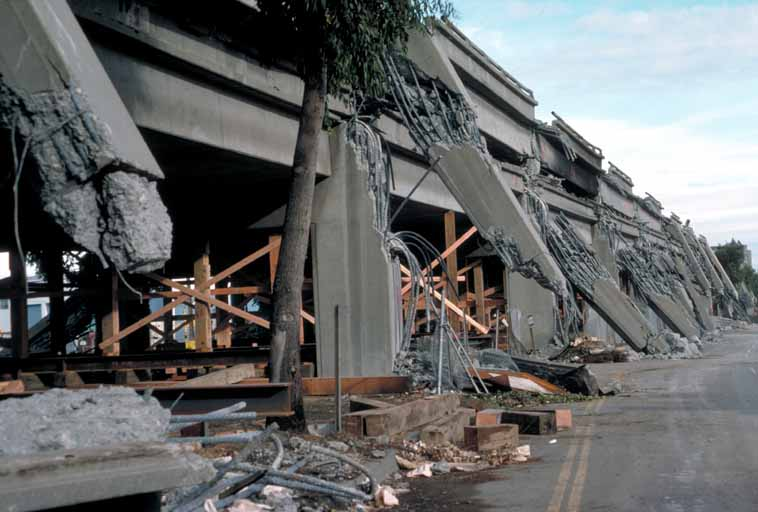
Colapso del viaducto Cypress Freeway. Se puede notar la falla de una inadecuada "camisa" antiexplosión alrededor de los pilares ("anti-burst wrapping") y la falta de conexión entre los elementos superiores e inferiores, que no han podido constituir una "caja" tridimensional más resistente.

En muchas localidades de los países en desarrollo como Pakistán, Irán y China, la forma predominante de estructura para las residencias o haciendas está constituida por paredes de ladrillos reforzadas o no. Los ladrillos son la forma de construcción más común en la primera parte del siglo XX, cosa che implica que un buen número de estas estructuras de ladrillos a riesgos tienen o tendrán un valor significativo de herencia cultural. Las paredes de ladrillos no reforzados son muy peligrosas.
Para este tipo de estructuras puede ser más apropiado el sustituirlas que el mejorarlas con el retrofit antisísmico, pero si las paredes son los elementos de soporte en las estructuras de tamaño modesto pueden ser apropiadamente reforzadas. Es especialmente importante que las vigas de los pisos y de los techos estén atadas de modo seguro a las paredes. Se pueden añadir soportes verticales adicionales en forma de acero o de cemento reforzado.
En el norte de los Estados Unidos, mucho de lo que parece ser ladrillos son piedras o rocas cortadas. Las reglas de construcción corriente dictan la cantidad de atado posterior requerido, que consiste de tiras de metal aseguradas a elementos verticales estructurales. Estas correas de metal se extienden hacia vaciados de cemento mortero, que aseguran las rocas a la estructura primaria. Las estructuras más viejas pueden no haber asegurado esto en modo suficiente para la seguridad sísmica. Una cobertura de losas de roca asegurada en modo débil en el interior de una casa (que en arquitectura moderna se usa para darle un contorno a una chimenea que parte del piso al techo) puede ser especialmente peligrosa para los ocupantes de la casa. También las viejas chimeneas de ladrillos son peligrosas si tienen una extensión vertical suficiente sobre el techo. Estas chimeneas tienden a romperse en la línea del techo y pueden caerse sobre la casa como una sola gran pieza. Para el retrofit, se colocan soportes adicionales o puede ser simplemente mejor el remover la extensión de piedra y sustituirla con materiales ligeros, como tubos de chimenea especiales de acero, rodeados de madera que pueden substituir la estructura de ladrillos. Se puede disimular la cosa sustituyendo los ladrillos de roca con baldosas muy delgadas (similares a un ladrillo, per solo como aspecto y no en espesor).